# Eisriesenwelt

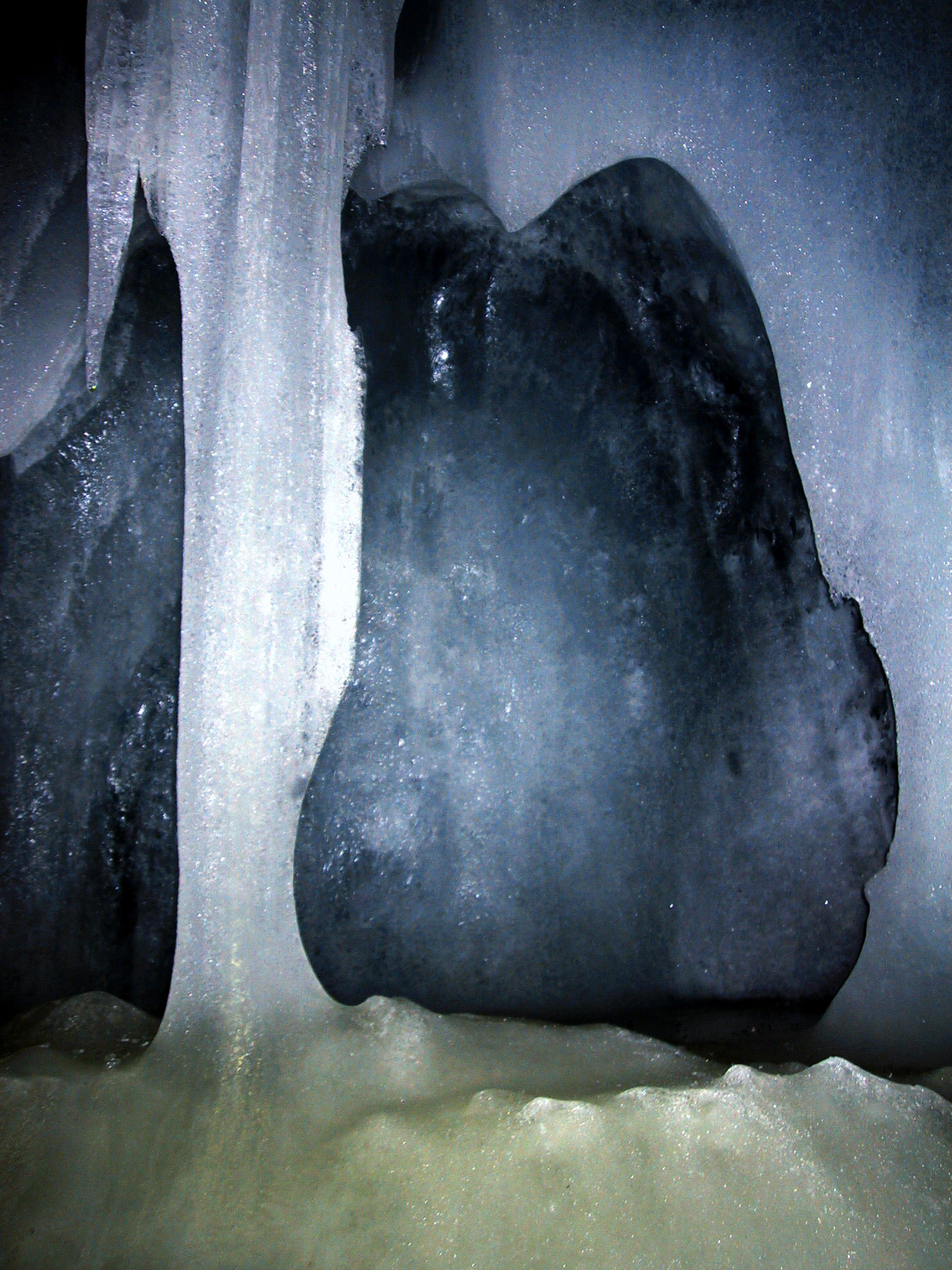
Chụp gần kiến tạo băng

Eisriesenwelt (tiếng Đức nghĩa là "Thế giới băng khổng lồ") là một hang động băng đá vôi tự nhiên nằm ở Werfen, Áo, khoảng 40 km về phía nam của Salzburg. Hang động bên trong ngọn núi Hochkogel trong phần Tennengebirge của dãy núi Alps. Đây là hang động băng đá lớn nhất thế giới, dài hơn 42 km và đón khoảng 200.000 khách du lịch mỗi năm. Du khách chỉ được phép tham quan 1 km đầu tiên. Kể từ khi lối vào động được mở quanh năm, gió đông lạnh thổi vào hang làm tuyết đóng băng dày thêm. Vào mùa hè, hơi lạnh từ bên trong thổi ra ngăn hệ thống băng tan chảy.
Hang động mở cửa từ 1 tháng 5 - 26 tháng 10 hàng năm. Giờ hoạt động phục vụ khách là 9:00 giờ sáng đến 4:30 trong tháng 7 và tháng 8 và 9:00 sáng đến 15:30 tháng 5/ tháng 6 và tháng 9/tháng 10. Nhiệt độ bên trong hang động dưới mức đóng băng, và khách tham quan được khuyên mặc quần áo ấm. Khi khách vào trong hang thì cấm chụp ảnh.
Vào mùa đông, khi nhiệt độ trong lòng núi ấm hơn bên ngoài, dòng khí lạnh đi vào núi và làm giảm nhiệt tại các khu vực thấp hơn của hang động xuống dưới điểm đông. Vào mùa xuân, băng tuyết tan chảy, nước thấm qua các vết nứt trong đá. Khi chảy tới các khu vực thấp lạnh hơn, nước đóng băng và lâu dần hình thành hệ thống băng.
Đến năm 1955, xe điện chở du khách tham quan động băng chính thức đi vào hoạt động, rút ngắn thời gian từ 30 phút leo núi thành 3 phút đi xe. Ngoài ra còn có một con đường bộ thông từ chân núi lên cửa hang, thời gian đi bộ mất khoảng 20 phút.